# 오니시정 (군마현)
오니시정(일본어: 鬼石町)은 일본 군마현 다노군에 속했던 정이다. 인구는 약 7000명을 가진 마을이였다.
2006년 1월 1일에 후지오카시에 편입되었기 때문에 소멸하였다.

## 역사
- 1889년 4월 1일 - 정촌제 시행으로 미도노군 오니시정, 산바가와촌, 미나미간라군 미하라촌이 탄생하였다.
- 1896년 4월 1일 - 미도노군. 미나미간라군이 합병해 다노군 오니시정, 산바가와촌,  미하라촌이 되었다.
- 1954년 10월 1일 - 산바가와촌, 미하라촌과 합병해 새로운 오니시정이 되었다.
- 1969년 10월 1일 - 정기가 제정되었다.
- 2006년 1월 1일 - 후지오카시에 편입되었다.

## 교통

### 도로
- 국도 제354호선